# Рудник Рас-ель-Ма
Рудник Рас-ель-Ма – колишнє гірничодобувне підприємство на північному сході Алжиру, в районі на південь від міста Скікда.
Родовище ртуті в Рас-ель-Ма відкрили в 1853, а початок його розробки припав на 1861 рік. В 1895-му роботи на руднику зупинили.
Станом на другу половину 1900-х склались передумови для відновлення розробки Рас-ель-Ма. На цей час в Алжирі ртуть отримували під час розробки свинцево-цинкового родовища Тагіт, яке в 1908-му видало 3,2 тони цього металу, проте видобуток на ньому вже до 1912-го сильно скоротився. Підготовчі роботи на Рас-ель-Ма стартували в 1909-му, при цьому очікували, що його запуск може дозволити довести виробництво ртуті до 20 – 30 тон на рік. В 1913-му поставки з Рас-ель-Ма відновились. Можливо зустріти дані, що в 1913, 1914 та 1915 роках звідси постачили 400, 6 та 29 тон ртуті відповідно, втім, варто відзначити, що зазвичай ртуть вимірювали у flask, що дорівнює 0,03445 тони. В будь-якому випадку стрімке падіння показників в 1914-му було типовим для алжирської гірничорудної промисловості, яка з початком Першої світової війни зустрілась з дефіцитом працівників через мобілізацію. 
В 1928-му копальня перейшла до нового власник, який узявся за серйозну модернізацію, з метою довести рівень вилучення ртуті з руди до 90%. Раніше цей показник становив лише біля 50%, що змушувало сконцентруватись на вилученні лише багатих руд – оцінювалось, що в старих штольнях ще залишилось 120 тисяч тон бідної руди із вмістом рутуті лише 3 – 4 кг на тону. Також з найнижчої штолені (роботи велись на схилі гори на чотирьох рівнях, рознесених по висоті на сотню метрів) спорудили вертикальний ствобур глибиною 40 метрів, що підтвердив поширення покладів та виявив ділянки з дуже високим вмістом цільового елементу на рівні 20 – 30 кг на тону. В 1929-му на руднику запустили власну електростанцію та почали запуск печей для переробки кіноварі. За проектом рудник міг переробляти 130 тон руди на добу із випуском до 100 тон ртуті на рік. На початку 1931-го рудник Рас-ель-Ма продукував 1 тону ртуті на місяць, а вже у грудні того ж року цей показник вдалось довести до 6,5 тон. Втім, за 1932-й виробництво склало 41 тону, а вже наступного року копальня перебувала у простої. 
В 1934-му рудник Рас-ель-Ма отримав нового власника – компанію Cie Industrielle du Platine. За два роки вона змогла відновити видобуток, при цьому за 1936, 1937 та 1938 роки отримали отримали 3,5 тони, 3,9 тони та 4,5 тони ртуті відповідно. В 1940-му виробництво досягнуло 27,2 тони, а в 1948-му склало 12 тон. Всього за період з 1936 по 1949 рік на Рас-ель-Ма отримали біля 114 тон ртуті, після чого рудник востаннє зупинився.
Втім, Рас-ель-Ма було лише одним з родовищ рудного поля Ісмаїл, тому за два десятки років після закриття його копальні неподалік почав роботу новий (і значно потужніший) ртутний рудник Ісмаїл/М'Расма.